# Shark (Schiff, 1913)
Die Shark, auch HMS Shark, war ein Zerstörer der Acasta-Klasse der britischen Marine, der von 1913 bis 1916 in Dienst stand.

## Geschichte
Die HMS Shark wurde bei Swan, Hunter & Wigham Richardson Ltd in Wallsend am 27. Oktober 1911 als erstes Schiff von zwanzig bei verschiedenen Werften unter dem Marinehaushalt von 1911/1912 bestellten Zerstörern begonnen. Die Zerstörer dieses Auftrages erhielten später den Namen Acasta-Klasse. Sie waren die letzten Zerstörer der britischen Marine mit verschiedenen Namen ohne einheitliche Anfangsbuchstaben. Die Schiffe sollten nachträglich mit K beginnende Namen erhalten. So sollte die Shark im Oktober 1913 in Kestrel umbenannt werden, ihre bei Swan Hunter entstehenden Schwesterschiffe Sparrowhawk und Spitfire sollten die Namen Kingsmill und Keppel erhalten.  Aber die Schiffe kamen mit diesen neuen Namen nicht zum Einsatz. Die Umbenennung wurde erst bei der folgenden L-Klasse durchgesetzt.
Die zwanzig Schiffe der Klasse kamen nach Fertigstellung zur 4. Zerstörer-Flottille, der sogenannten „Portsmouth Flotilla“. Als Flottillenführer diente die Swift, bis sie im Ende November 1914 überholt werden musste.

## Einsatzgeschichte
Bei Ausbruch des Ersten Weltkriegs verlegte die Flottille mit ihren Schiffen zur Grand Fleet in den Norden, wo sie bis nach der Skagerrakschlacht verblieb. Sie wurde zur Sicherung der Flotte eingesetzt. Die deutsche Beschießung von Scarborough, Hartlepool und Whitby am 16. Dezember 1914 führte fast zu einem Zusammentreffen der feindlichen Flotten da Teile der Grand Fleet unter Warrender und Beatty am 15. Dezember Richtung Doggerbank in See gegangen waren. Das sehr schlechte Wetter hatte ein Mitlaufen von Zerstörern weitgehend verhindert. Nur eine Halbflottille von sieben Schiffen der 4. Zerstörerflottille war mit den schweren britischen Einheiten (King George V, Ajax, Centurion, Orion, Monarch, Conqueror) zur Doggerbank marschiert. Am frühen Morgen des 16. entdeckte die Lynx, Führungsschiff der vorhandenen Zerstörer, das deutsche Torpedoboot V 155 und stieß bei der Verfolgung auf weitere Boote und Kreuzer. Trotz sofortiger Meldung kamen keine schwereren britischen Einheiten zur Unterstützung ihrer Zerstörer. In der Nähe standen außer den Schlachtschiffen noch die vier Panzerkreuzer des 3. Kreuzergeschwaders und vier Kreuzer des 1. Kreuzergeschwaders. Die anfangs mitgenommenen Spähkreuzer Boadicea und Blanche waren allerdings schon auf dem Marsch nach Süden ausgefallen.
Die Lynx wurde früh getroffen und hatte dann Steuerungs- und Antriebsprobleme. Die Ambuscade erhielt einen Treffer im Vorschiff, nahm viel Wasser und musste als erstes Schiff entlassen werden. Die Hardy wurde von der Hamburg ebenfalls getroffen und geriet in Brand, konnte allerdings noch einen Torpedo abschießen. Sie blieb aber dann im Schutz der Spitfire als letztes Schiff an der jetzt von der Shark geführten Zerstörerdivision, die die Unity zur Unterstützung der Lynx zurückließ.

Nachdem der Kontakt zu den Deutschen erstmal abgerissen war, konnte die Shark mit den verbliebenen Zerstörern nochmal fünf Torpedoboote entdecken, die sich aber einem Gefecht entzogen. Die unzureichende Kenntnis der tatsächlichen Lage hatte den Befehlshaber der Hochseeflotte, Ingenohl, inzwischen veranlasst, seine Kräfte zurückzuziehen. 

Die Shark und die verbliebenen Zerstörer entdeckten dann noch den nach Osten zurücklaufenden Panzerkreuzer Roon. Captain Jones meldete dies an Warrender und entschied sich dann zum Angriff auf den Panzerkreuzer, erkannte aber beim Näherkommen weitere Kreuzer und lief dann mit hoher Fahrt ab, um eine Verfolgung zu provozieren. Die Deutschen folgten aber nur kurz.
Die Shark und ihre drei Begleiter entdeckten dann die Falmouth, das nördlichste Schiff des nach Osten aufklärenden 1. Kreuzergeschwaders, dem sie sich zum Marsch nach Westen anschlossen, denn die Meldungen über die Beschießung von Scarborough hatten zum Abbruch der Suche nach der Hochseeflotte geführt und zum Versuch, den vor Scarborough eingesetzten deutschen Verband zu stellen. Es wurden zwar durch andere britische Einheiten einige der deutschen Schiffe gesichtet, aber es kam nur zu einem kurzen Schusswechsel zwischen leichten Kreuzern. Aufklärungsdefizite und fehlerhafte Informations- und Befehlsübermittlungen verhinderten ein größeres Gefecht. Die wenigen britischen Zerstörer kamen nicht wieder an den Feind.

## Einsatz in der Skagerrakschlacht
Die Division der Shark unter Cómmander Loftus William Jones sicherte mit der Ophelia der Admiralty M-Klasse sowie den Schwesterbooten Christopher und Acasta die zur Grand Fleet abgeordnete „3rd Battle Cruiser Squadron“ unter Konteradmiral Hood mit den Schlachtkreuzern Invincible, Inflexible und Indomitable, der auch die Leichten Kreuzer Canterbury und Chester zugeteilt worden waren. Der Verband lief vor den Linienschiffen zur Unterstützung von Beattys Schlachtkreuzerflotte auf das Gefechtsfeld und traf zuerst auf die deutschen Kleinen Kreuzer der „2. Aufklärungsgruppe“ unter Friedrich Boedicker. 

Da die Deutschen einen Torpedobootsangriff versuchten, wurden die vier Zerstörer zu einem Gegenangriff eingesetzt. Die Shark beschädigte das Torpedoboot V 48, welches später versenkt wurde. Erhielt aber vom deutschen S 36 gegen 19.00 Uhr einen Torpedotreffer, wobei sie mit ausgefallenem Antrieb und steuerungslos liegen blieb. Kurz darauf wurde Shark von einem weiteren Torpedo, der diesmal von G 41 stammte, ins Heck getroffen. Ihr Kommandant Loftus William Jones, der posthum das Victoriakreuz erhielt, lehnte die Hilfe der Acasta ab, um kein weiteres Boot zu gefährden. (Acasta wurde kurz darauf später ebenfalls schwer getroffen; konnte jedoch eingebracht werden.) Von der Besatzung konnten nur sechs Mann später von einem dänischen Schiff gerettet werden. 86 Mann der Shark verloren ihr Leben. Der wrackgeschossene Zerstörer wurde schließlich um 19.15 Uhr vom Kleinen Kreuzer Frankfurt mit Artillerie versenkt.

## Das Wrack
Das Wrack liegt auf Position 56° 58′ 30″ N, 6° 3′ 0″ O und ist heute ein geschütztes Seekriegsgrab nach dem britischen Protection of Military Remains Act.